# Bedersdorf
Bedersdorf (Saarländisch Bäddaschtroff) ist ein Ortsteil der Gemeinde Wallerfangen im Landkreis Saarlouis (Saarland). Bis zur Gebiets- und Verwaltungsreform Ende 1973 war Bedersdorf eine eigenständige Gemeinde.
Bedersdorf liegt auf dem Saargau. Sehenswert sind die örtliche Kirche St. Margaretha, der Dorfbrunnen und die Lothringischen Bauernhäuser.

## Geschichte
Die frühesten Münzfunde aus Bedersdorf zeigen, dass die Gegend bereits zu der Zeit des römischen Kaisers Diokletian (284–305) besiedelt war. Urkundlich wurde Bedersdorf erstmals im Jahr 1030 erwähnt, als die Markgräfin Jutta von Lothringen Güter und Rechte, an den Zehnten von „Beterstorf“ der Abtei St. Matthias in Trier schenkte.
Im Rahmen der saarländischen Gebiets- und Verwaltungsreform wurde die bis dahin eigenständige Gemeinde Bedersdorf am 1. Januar 1974 der Gemeinde Wallerfangen zugeordnet. Bedersdorf ist seitdem ein Ortsteil und ein Gemeindebezirk.